# فرودگاه اوهایو استیت یونیورسیتی
فرودگاه اوهایو استیت یونیورسیتی (به انگلیسی: Ohio State University Airport) یک فرودگاه همگانی بهره‌برداری هوایی با کد یاتا OSU است که یک باند فرود آسفالت دارد و طول باند آن ۱۰۸۴ متر است. این فرودگاه در شهر کلمبوس کشور ایالات متحده آمریکا قرار دارد و در ارتفاع ۲۷۶ متری از سطح دریا واقع شده‌است.